# الاتحاد الكويتي لهوكي الجليد
الاتحاد الكويتي لهوكي الجليد هو الهيئة المنظمة لرياضة هوكي الجليد في الكويت. انضمت الكويت إلى الاتحاد الدولي لهوكي الجليد في 1985، ولكن تم طردها في 1992 بسبب قلة النشاط الرياضي. أعيد قبول الكويت في الاتحاد الدولي لهوكي الجليد في 8 مايو 2009.

## المنتخبات الوطنية
- منتخب الكويت لهوكي الجليد للرجال
- منتخب الكويت لهوكي الجليد للرجال تحت 20 سنة
- منتخب الكويت لهوكي الجليد للسيدات

### المشاركة حسب السنة
2023
| حدث                              | قسم                              | الدولة المضيفة | تاريخ                  | نتيجة                            |
| -------------------------------- | -------------------------------- | -------------- | ---------------------- | -------------------------------- |
| بطولة العالم رجال 2023           | القسم الرابع                     | منغوليا        | 23–26 مارس 2023        | المركز الثالث (المركز 54 عالمياً) |
| بطولة آسيا وأوقيانوسيا نساء 2023 | بطولة آسيا وأوقيانوسيا نساء 2023 | تايلاند        | 30 أبريل - 7 مايو 2023 | المركز الثامن                    |
| كأس العرب 2023                   | كأس العرب 2023                   | الكويت         | 7–13 مايو 2023         | المركز الثاني                    |